# 山田純精
山田 純精（やまだ じゅんせい、1863年1月31日（文久3年12月23日） - 1925年（大正14年）10月1日）は、明治から大正時代の政治家。貴族院多額納税者議員。

## 経歴
大和国高市郡、のちの奈良県高市郡越智岡村（現高取町）出身。山田平三郎の長男として生まれ、1883年（明治16年）9月、家督を相続する。
林業を営み、1889年（明治22年）以降、奈良県会議員、高市郡参事会員、奈良県地方森林会議員などを歴任した。
1918年（大正7年）9月には奈良県多額納税者として貴族院議員に互選され、同年9月29日から1925年（大正14年）9月28日まで務めた。

## 親族
- 長弟：林平造（大和索道、大和酒造各社長）[4]
- 次弟：山田三良（国際私法学者、法学博士）[1]